# Festival Internacional de Cine de Venecia de 1932
La 1.ª Mostra de Venecia, lo que luego sería el festival de cine más importante de Europa, se celebró del 6 al 21 de agosto de 1932. Dr. Jekyll y Mr. Hyde fue la primera película proyectada en el festival. Los premios oficiales fueron otorgados tras una consulta a la audiencia, que expresó su opinión sobre las películas presentadas a concurso.

## Películas

### Sección oficial
Las películas siguientes se presentaron en la sección oficial:
| Título en español                   | Título original               | Director(es)                       | País           |
| ----------------------------------- | ----------------------------- | ---------------------------------- | -------------- |
| Amor prohibido                      | Forbidden                     | Frank Capra                        | EE. UU.        |
| Azaïs                               | Azaïs                         | René Hervil                        | Francia        |
| Bialy slad                          | Bialy slad                    | Adam Krzeptowski                   | Polonia        |
| Buscando fieras vivas               | Bring 'Em Back Alive          | Clyde E. Elliott                   | EE. UU.        |
| Das Lied einer Nacht                | Das Lied einer Nacht          | Anatole Litvak                     | Alemania       |
| David Golder                        | David Golder                  | Julien Duvivier                    | Francia        |
| Due cuori felici                    | Due cuori felici              | Baldassarre Negroni                | Italia         |
| El camino de la vida                | Putyovka v zhizn              | Nikolaï Ekk                        | URSS           |
| El campeón                          | The Champ                     | King Vidor                         | EE. UU.        |
| El carnet amarillo                  | The Yellow Ticket             | Raoul Walsh                        | EE. UU.        |
| El congreso se divierte             | Le congrès s'amuse            | Erik Charell                       | Alemania       |
| El don apacible                     | Tikhiy Don                    | Olga Preobrajenskaïa y Ivan Pravov | URSS           |
| El hombre y el monstruo             | Dr. Jekyll and Mr. Hyde       | Rouben Mamoulian                   | EE. UU.        |
| El pecado de Madelon Claudet        | The Sin of Madelon Claudet    | Edgar Selwyn                       | EE. UU.        |
| En nombre de la ley                 | Au nom de la loi              | Maurice Tourneur                   | Francia        |
| Extraño interludio                  | Strange Interlude             | Robert Z. Leonard                  | EE. UU.        |
| Frankenstein                        | Frankenstein                  | James Whale                        | EE. UU.        |
| Grand Hotel                         | Grand Hotel                   | Edmund Goulding                    | EE. UU.        |
| Hotel de estudiantes                | Hôtel des étudiants           | Victor Tourjanski                  | Francia        |
| La foule hurle                      | La foule hurle                | Howard Hawks                       | EE. UU.        |
| La luz azul                         | La Lumière bleue              | Leni Riefenstahl                   | Francia        |
| Tierra                              | Zemlya                        | Alexandre Dovjenko                 | URSS           |
| Po horách, po dolách                | Po horách, po dolách          | Karel Plicka                       | Checoslovaquia |
| Que pague el diablo                 | The Devil to Pay!             | George Fitzmaurice                 | EE. UU.        |
| ¡Qué sinvergüenzas son los hombres! | Gli uomini, che mascalzoni... | Mario Camerini                     | Italia         |
| Remordimiento                       | L'Homme que j'ai tué          | Ernst Lubitsch                     | EE. UU.        |
| The Faithful Heart                  | The Faithful Heart            | Victor Saville                     | Reino Unido    |
| Zwei Menschen                       | Zwei Menschen                 | Erich Waschneck                    | Alemania       |

## Premios
Este fue el palmarés de premios de esta edición:
- Mejor Actor: Fredric March por El hombre y el monstruo.
- Mejor Actriz: Helen Hayes por El pecado de Madelon Claudet
- Mejor Director: Nikolai Ekk por El camino de la vida
- Mejor Perfección Técnica: Leontine Sagan, por Muchachas de uniforme.
- Mejor Guion original (Fantasía): Rouben Mamoulian, por El hombre y el monstruo.
- Mejor Película cómica: René Clair, por À nous la liberté.
- Mejor Música: Edgar Selwyn por El pecado de Madelon Claudet